# Suvorovo (huyện)
Suvorovo là một huyện thuộc tỉnh Varna, Bungaria. Dân số thời điểm năm 2001 là 7658 người.